# Piona guatemalensis
Piona guatemalensis är en kvalsterart som först beskrevs av Stoll 1887.  Piona guatemalensis ingår i släktet Piona och familjen Pionidae. Inga underarter finns listade i Catalogue of Life.